# Eupithecia ijimai
Eupithecia ijimai là một loài bướm đêm trong họ Geometridae.